# Igazság (folyóirat)
Igazság címmel megjelent magyar nyelvű periodikum(ok) Romániában (1922–1989).

## 1922–1923
Kolozsvárt a Képes Újság folytatásaként 1922. október 1. és 1923. január 14. között megjelent politikai és irodalmi lap. Szerkesztette és kiadta Roboz Imre. A lap csak három számot ért meg.

## 1926–1928
Ugyancsak Kolozsvárt 1926 április 1. és 1928. április 8. között eleinte havonta, majd a 23. számtól kezdve Erdélyi Képes Lap címen hetente megjelenő társadalmi folyóirat. Első szerkesztője és kiadója Faluvégi Dénes, aki a vallásosságot a tudományokkal összebékítő erkölcsi kérdéseket helyezte előtérbe. A nagyvilágra való kitekintést jobbára a világsajtóból átvett antifasiszta karikatúrák és világirodalmi szemelvények biztosították, Arkagyij Tyimofejevics Avercsenko, Jack London, Maupassant, Rabindranáth Tagore írásainak átvételével.
A címváltozással egy időben a romániai művelődési élet hírei kaptak nagyobb hangsúlyt. Közkívánatra a 28. számmal megindult Az Erdélyi Írók Galériája c. rovat, amelyben a rovatvezető Szentimrei Jenő összegező tanulmányain kívül Kacsó Sándornak, Ligeti Ernőnek és Tamási Áronnak jelentek meg írásai. Az 1928-as III. évfolyamot már Török János, majd Nagy György szerkesztette, akik az utolsó öt szám irodalmi és művészeti főmunkatársával, Kádár Imrével együtt a lapból modern családi folyóiratot igyekeztek kialakítani.
A lap munkatársai közt szerepelt Áprily Lajos, Dóczyné Berde Amál, Flórián Tibor, Kabdebó Erna, Karácsony Benő, Kovács Dezső, Nyirő József, Reményik Sándor, Spectator, Thury Zsuzsa; kiemelkedik Szopos Sándor értekezése Nagy István festőművészetéről.

## 1939–1940
A Román Kommunista Párt Kolozs megyei bizottsága és a megyei néptanács magyar nyelvű napilapja.
Az első sorozat első lapszáma 1939 júliusában jelent meg az illegalitásba kényszerített párt hivatalos "havi közlönye"-ként, egy időben az Osztályharc c. marxista folyóirattal. Első számának fejléce alatt még ez olvasható: "A Kommunisták Romániai Pártjának (K. I. szekciója) magyar nyelvű hivatalos lapja." (A zárójelbe tett K. I. a Kommunista Internacionálét jelenti.) A következő lapszámokon kiadóként már a Kommunisták Romániai Pártjának Erdélyi és Bánáti Területi Bizottsága szerepelt. A megjelenés körülményeiről, a terjesztésről, egykori munkatársakról, a lap történetének erről a szakaszáról a törvényen kívüliség körülményei s a konspiráció szigora miatt keveset lehet tudni, azt is főleg mozgalmi emberek vallomásaiból, kinyomtatott vagy csupán kéziratban fellelhető visszaemlékezésekből. Eszerint a párt vezetősége az Igazság létrehozásával Szenkovits Sándort és Gabriel Birtașt bízta meg, a szerkesztésben részt vett Józsa Béla, Kertész Rezső, Nagy István, Kohn Hillel, s munkatársai közé tartozott feltehetőleg Kovács Katona Jenő, Heves Renée, Brassai Viktor, Balla Károly is.
Az első lapszámokat a kolozsvári Dónát út 180. sz. alatt, Maria Stoica mosónő házának pincéjében nyomtatta Ioan Pîncu egy Boston típusú kézi nyomdagépen. Az illegális Igazság 28/20 cm-es kis formátumban, vékony, jó minőségű papíron, 4, 6 és 8 oldalas terjedelemben jelent meg, s terjesztették egész Erdélyben és Bánságban. Az első sorozat utolsó példányszáma 1940 augusztusában, a bécsi döntés előtt látott napvilágot.
Az illegalitásban megjelent 9 (egyesek szerint 10) lapszámból nyolc ismert. A rendkívül nehéz körülmények közt írt és szerkesztett lap hangvétele hangsúlyozottan agitációs, minden sorával harcra, a pártpolitika aktuális feladatainak vállalására mozgósít.

## 1945–1989
A második sorozat mint a KRP Északerdélyi Tartományi Bizottságának hetilapja 1945. március 8-án indult meg Erdélyi Szikra címmel Kolozsvárt, de ugyanazon év májusában – a 10. számtól kezdve – az Igazság címet vette fel. 1945. november 7-től napilap. Az első években egész Erdély területén terjesztették. 1950 és 1965 között a Román Munkáspárt (RMP) Kolozsvár tartományi bizottságának és a tartományi néptanácsnak, 1965 és 1968 között a Román Kommunista Párt (RKP) Kolozsvár tartományi bizottságának és a tartományi néptanácsnak, majd az 1968-as területi-közigazgatási átszervezés óta az RKP Kolozs megyei bizottságának és a megyei néptanácsnak a lapja.
Az Igazság főszerkesztője Nagy István (1945–46), Aszódy János (1946), Gáll Ernő (1946–49), Kovács András (1949–70), Reisz Katalin mint főszerkesztői teendőkkel megbízott főszerkesztő-helyettes (1970–72), Keszthelyi Gyula (1972–83) és Gocella István (1983. november 3-tól). A lap megtartotta nyelvi és publicisztikai igényességét. Már az első időkben itt folytatta publicisztikai tevékenységét belső munkatársként Orosz Irén (1945–50), Balla Károly (1948–51), Salamon László (1948–50), Zimán József (1951–61).
Az 1940-es évek végén és az 1950-es évek elején innen indult, de legalábbis megfordult a lapnál a korszak minden jelentős fiatal romániai magyar írója, költője, kritikusa, publicistája, azok, akik később a romániai magyar irodalom derékhadát képviselték, így Bálint Tibor (1953–55), Bodor Pál (1949–51), Bretter György (1954–57), Banner Zoltán (1955), Hajdu Győző (1952), Huszár Sándor (1949–52), Keresztes Zoltán (1950), Mikó Ervin (1949–52), Márki Zoltán (1948–49), Marosi Péter (1948–49), Panek Zoltán (1949–50), s közülük többen később is közöltek az Igazságban. A tudósok közül is sokan itt jelentkeztek első írásaikkal, köztük Vajda Lajos történész.
Az 1960-as évek elején Kovács András főszerkesztő jó képességű, fiatal tollforgatókkal frissítette fel a szerkesztőséget, s a nemzedékváltás egyben szellemileg, szemléletben és kiállásában is megfiatalította a lapot. A nagy tapasztalatú szerkesztők mellett, mint Bajka Pál, Kozma Elza, László Ferenc, Okos György, Ördög Béla, Reisz Katalin, Szakács Ernő és mások, a szerkesztőség belső munkatársa lett Bazsó Zsigmond, Kiss János, Bögözi Kádár János, Katona Ádám, 1950-től haláláig Kászoni Gáspár (a mezőgazdasági rovat szerkesztője), Orbán László, Keresztes Endre, Krizsán Zoltán, Lászlóffy Csaba, Mezei József, Murádin Jenő, Orbán Ferenc, Sinkó Zoltán, Szenyei Sándor és Tar Károly, akik közül többen később is az Igazság, néhányan pedig más lapok vezető munkatársai. Ettől az időtől fogva kezdett publikálni e lapban Szabó László művelődéspolitikai szakember, újságíró. Sóvágó Margit a sporttudósítások terén erősítette a lapot.
Az 1970-es években  az Igazsághoz került Molnos Lajos, Szőcs Géza (1982-ig) és Pillich László. A frissítés következtében a lap jellemzője lett a közügyi telítettség, a problémafelvetés, az igényes beleszólás a politikai-társadalmi kérdésekbe. 1976-tól Zsakó Magdolna algériai útleírásai színesítették a lapot.
1969 januárjától minden vasárnap külön oldal jelent meg Vasárnapi oldal címmel, amely egy-egy klasszikus, többnyire erdélyi, leginkább kolozsvári magyar író, költő munkásságát ismertette. 1970 és 1973 között 12 oldalon jelent meg az Igazság, külön irodalmi melléklettel s a "Műhely", "Szép Szó", "Korok, emberek", "Valóságunk" és "Látóhatár" c. külön oldalak hasábjain jelen voltak a magyar és a román klasszikusoknak, a világirodalom kiválóságainak írásai.
Az Igazság 1978 és 1981 tavasza között Fellegvár címmel – az immár négy oldalra csappant terjedelem ellenére – külön oldalt bocsátott a fiatal tollforgatók rendelkezésére. Az 1978. április 29-én kiadott első szám bevezető cikke szerint célja A Haza Sólymai, a Pionír- és a KISZ-szervezet, valamint a Diákszövetség megyei tevékenységéről, a diákok, falusi és munkásfiatalok életéről írni. Szerkesztője 1979 októberéig Szőcs Géza, utóda Molnos Lajos. Megjelenése első évében 42 számban mintegy 120 szerző 300 írását közölte, a szerkesztésben bekövetkezett személyi változás után egy ideig a megjelenés megritkult.
Munkatársainak nagy része egyetemi hallgató, kevesebben középiskolások, fiatal értelmiségiek, ifjúmunkások. Elsősorban a diákélet és a diákművelődés kérdésével foglalkoztak, rövidebb írásaikkal jelentkeztek az Echinox teoretikus kifejezésre törekvő munkatársai is. Cikkek foglalkoztak a Gaál Gábor Kör működésével, a Visszhang-fogadóestekkel, a televízió magyar adásának Kaláka műsorával, a tantárgy-olimpiával, a Megéneklünk, Románia fesztivállal, s jelentkeztek a szociográfiai érdeklődés dokumentumai is. Főleg versekkel és prózával Bréda Ferenc, Cselényi Béla, Csiby Károly, Hunyadi Mátyás, Kőrössi P. József, Palotás Dezső, Vitus K. György, zenei írásokkal Páll Imre, publicisztikával Beke Mihály András, Gagyi József, Golicza Mária, Juhász András, Székely Csaba hívta fel magára a figyelmet. Lakó Ildikó rövid írásaival a városkörnyéki falusi fiatalok életébe nyújt betekintést. Domokos Péter, I. Feszt László illusztrációkkal és versekkel jelentkezett.

## A lapok további publicistáiból
|  |  |  |  | - Jakab Sámuel - Márkó Imre - Semlyén Hugó - Somogyi Botond - Sükösd János - Szabó József - Szabó Sándor - Szabó T. E. Attila | - Székely József - Szilágyi István - Szőke Amália - Sztojka László - Tamás István - Tatár Géza - Turós-Jakab László - Vizi Menyhért |